# Olesia Forsjeva
Olesia Aleksandrovna Forsjeva (ryska Оле́ся Алекса́ндровна Фо́ршева) född Krasnomovets (Красномо́вец) 8 juli 1979 i Nizjnij Tagil, Ryska SFSR, Sovjetunionen
, är en rysk friidrottare (kortdistanslöpare).
Forsjeva har varit med i de stafettlag på 400 meter som vann VM-guld 2005 och OS-silver 2004. 

## Personliga rekord
- 200 meter - 23,09
- 400 meter - 50,19